# Branca de Gonta Colaço
Branca Eva de Gonta Syder Ribeiro Colaço (Lisboa, 8 de julio de 1880 - Lisboa, 22 de marzo de 1945), más conocida como Branca de Gonta Colaço, fue una escritora y recitadora portuguesa, erudita y políglota, conocida principalmente como poetisa, dramaturga y conferenciante que fue condecorada con la Orden Militar de Santiago de la Espada. Era hija de la poeta inglesa Ann Charlotte Syder y del político y escritor portugués Tomás Ribeiro. Se casó con Jorge Rey Colaço, un ceramista de renombre, y publicó su obra bajo el nombre de Branca de Gonta Colaço.

## Biografía

### Nacimiento y familia
Branca Eva de Gonta Syder Ribeiro Colaço nació en Lisboa el 8 de julio de 1880. Era hija de la poeta inglesa Ann Charlotte Syder y del político y poeta portugués Tomás Ribeiro. El sobrenombre Gonta, presente en muchos de sus registros, no era un apellido familiar, sino uno derivado de Parada de Gonta, en Tondela, el pueblo donde nació su padre.
Nació en una de las familias más influyentes en la actividad intelectual de la sociedad portuguesa en ese momento, y durante su juventud convivió con nombres destacados en el mundo de la política, las letras y las artes, como Maria Amália Vaz de Carvalho, António Cândido Gonçalves Crespo, Camilo Castelo Branco, quien era amigo íntimo de su padre, Maria Archer, Aura Abranches o la familia Bordalo Pinheiro. Su hermana se casó con un hijo de James Gillman, uno de los socios da fábrica de azulejo de Sacavém, una de las más importantes de la época.

### Matrimonio
Con tan solo 18 años, en 1898, se casó con el pintor y azulejero Jorge Rey Colaço, hijo del diplomático José Daniel Colaço y familiar del pianista y compositor Alexandre Rey Colaço, adoptando desde entonces el nombre de Branca de Gonta Colaço. Tuvieron cuatro hijos: el abogado, dramaturgo y escritor Tomás Ribeiro Colaço (1899 - 1965), la escultora Ana de Gonta Colaço (1903 - 1954) y la escritora María Cristina Raymunda de Gonta Colaço de Aguiar (1905 - 1996), y una primera hija que falleció poco después de nacer en 1902.

### Carrera literaria
Mostró su talento para las letras desde temprana edad, se inició como poeta, colaborando intensamente a lo largo de su vida con numerosas publicaciones periódicas, distribuidas principalmente en Lisboa, contribuyendo activamente al enriquecimiento cultural y literario de la prensa y la literatura portuguesa. En este contexto, escribió sobre todo poemas que fueron publicados en los periódicos O Dia, de José Augusto Moreira de Almeida, O Talassa (1913 - 1915), un periódico humorístico que fue dirigido por su esposo, O Ocidental (1878 - 1909) y la revista Alma Feminina (1917 - 1919), dirigida por la activista feminista y editora Maria Clara Correia Alves, además de haber colaborado también con las revistas A Arte Musical (1898 - 1915), ABC: revista portuguesa (1920 - 1932), Serões (1901 - 1911), Ilustração Portugueza (1903 - 1924), Brasil-Portugal (1899 - 1914) e Ilustración (1926 - 1939), entre otros.
Con fluidez en varios idiomas, Branca de Gonta Colaço también escribió poemas en inglés, y realizó varias traducciones de obras en inglés al portugués.
También trabajó como conferencista y recitadora en recitales de poesía a mediados de la década del 1910, tras ingresar al Instituto Vasco da Gama, creado por su padre. La Academia de las Ciencias de Lisboa, en 1918, por iniciativa suya, dio un homenaje a la escritora y poeta Maria Amália Vaz de Carvalho, en el que Branca de Gonta Colaço fue una de las ponentes.
Su obra polifacética abarcó géneros tan diversos como el teatro, la obra de teatro e incluso las crónicas evocadoras de su memoria, además de la poesía, proporcionando un valioso retrato de las élites sociales e intelectuales portuguesas de su tiempo, con las que convivió y de las que formaba parte. También contribuyó con algunos versos a la obra In Memoriam: Júlio de Castilho publicado por la Imprenta de la Empresa Diário de Noticias en 1920, junto a Gustavo de Matos Sequeira, Xavier da Cunha, António Baião, Anselmo Braamcamp Freire, Conde de Sabugosa, João Franco Monteiro, Tomás Maria de Almeida Manuel de Vilhena y Tomás de Mello Breyner.

### Feminismo
De ideologías monárquicas, Branca de Gonta Colaço nunca se convirtió al republicanismo. Sin embargo, creyendo que las mujeres debían tener un papel más activo en la sociedad portuguesa y el libre acceso a la educación, se unió al Consejo Nacional de Mujeres Portuguesas (CNMP), una organización feminista que promovió y pidió la igualdad de género en 1914, año de su fundación. Trabajó intensamente dentro de la organización, junto a la activista republicana y feminista Adelaide Cabete, destacando por su activismo en la búsqueda del reconocimiento profesional y la valoración de la mujer en Portugal. Presidió también las secciones de Paz durante varios años (1928 - 1934) y Arte (1936 - 1937) y ejerció junto a las activistas Beatriz Arnut, Sara Beirão, Eduarda Lapa, Angélica Porto, Maria Lamas, Aurora Teixeira de Castro y Abigail Cruz de Paiva.

### Muerte
Branca de Gonta Colaço murió en Lisboa el 22 de marzo de 1945, a los 64 años.

## Reconocimientos
Con obra reconocida en Portugal, Brasil, Francia y España, Branca de Gonta Colaço fue distinguida por varias sociedades científicas y literarias portuguesas y extranjeras, siendo galardonada por el Gobierno de Portugal el 5 de octubre de 1931 con el grado de Oficial de la Orden Militar de Santiago de la Espada.
En 1949, cuatro años después de su muerte, el Ayuntamiento de Lisboa rindió homenaje a la escritora dando su nombre a una calle próxima a la Avenida da Igreja, en Alvalade. En los años siguientes, su nombre también se incorporó a la toponimia de varias calles y plazas de los municipios de Almada, Sesimbra, Cascais y Tondela, concretamente en Parada de Gonta, lugar de origen de su familia paterna.

## Obra
Branca de Gonta Colaço dejó un voluminoso legado literario, en gran parte disperso a lo largo de publicaciones periódicas, siendo autora, entre muchas otras obras, de las siguientes:
- Cartas de Camillo Castello Branco a Thomaz Ribeiro, con prefacio de Branca de Gonta Colaço, Portugal, Lisboa, 1922; obra republicada por la Municipalidad de Tondela, 2001;[23]
- Memórias de la Marqueza de Rio Maior, compilado por Branca de Gonta Colaço, Asociación António Maria Pereira, Lisboa, 1930;
- Memórias da linha de Cascais, en coautoría con Maria Archer (1899-1982), colaboración António Maria Pereira, Lisboa, 1943; reeditado por el Municipio de Oeiras, 1999 (ISBN 972-637-066-3);[24]
- Ecos do atentado (poemas) en Brasil-Portugal, n.º 219, Lisboa, 1908;
- Sua Alteza o Príncipe Real (poema dedicado a la memoria de Luis Felipe de Braganza), Brasil-Portugal, nº 219, Lisboa, 1908;
- Memórias da Marquesa de Rio Maior: Bemposta – Subserra, pref. Maria Filomena Mónica, Asociación António Maria Pereira, Lisboa, 2005 (ISBN 972-8645-25-2);[25]
- Matinas, 1907 (poesía);
- Canções do Meio Dia, 1912 (poesía);[26]
- Siesta Time, 1918 (poesía);[27]
- Last Songs, 1926 (poesía);[28]
- Auto dos faroleiros, 1921 (teatro, representada en el Teatro Nacional);[29]
- Comédia da Vida (teatro, en colaboración con Aura Abranches);
- Porque sim… (teatro);
- Poetas de Ontem, conferencia celebrada en la sede de la Liga Naval, en la tarde del 22 de mayo de 1914 (prosa);[30]
- À Margem das Crónicas, 1917 (prosa);[31]
- Últimas Canções, 1926;
- Abençoada a Hora em que Nasci (publicado póstumamente), Asociación António Maria Pereira, Lisboa, 1945.